# 克魯赫良卡
49°48′14″N 35°44′22″E / 49.80389°N 35.73944°E
克魯赫良卡（烏克蘭語：Круглянка）是位於烏克蘭東部的村莊，由哈爾科夫州哈爾科夫區的新沃多拉哈市鎮負責管轄。該村面積0.63平方公里，海拔高度112米，2001年人口199，人口密度每平方公里315.9人。